# Mary Purcell
Mary Purcell z domu Tracey (ur. 22 maja 1949) – irlandzka lekkoatletka, biegaczka średnio- i długodystansowa.
Odpadła w eliminacjach biegu na 800 metrów i biegu na 1500 metrów na igrzyskach olimpijskich w 1972 w Monachium oraz w półfinale biegu na 800 metrów i eliminacjach biegu na 1500 metrów na mistrzostwach Europy w 1974 w Rzymie. Na  igrzyskach olimpijskich w 1976 w Montrealu wystąpiła tylko w biegu na 1500 metrów, w którym odpadła w eliminacjach. Zajęła 15. miejsce w biegu na 3000 metrów na mistrzostwach Europy w 1978 w Pradze.
Zdobyła brązowy medal w biegu na 1500 metrów na halowych mistrzostwach Europy w 1980 w Sindelfingen, przegrywając jedynie z Tamarą Kobą ze Związku Radzieckiego i Anną Bukis z Polski. 
Purcell brała czterokrotnie udział w mistrzostwach świata w biegach przełajowych, zajmując następujące lokaty: 1976 w Chepstow – 22. miejsce, 1978 w Glasgow – 14. miejsce, 1979 w Limerick – 6. miejsce i 1980 w Paryżu – 61. miejsce.
Była mistrzynią Irlandii w biegu na 800 metrów w 1973, w biegu na 1500 metrów w latach 1972–1976, 1978 i 1980, w biegu maratońskim w 1983 i w biegu przełajowym w 1973 i 1980. Zdobywała również medale mistrzostw Wielkiej Brytanii (WAAA): w biegu na 800 metrów złote w 1972 i 1973 i srebrny w 1974, a w biegu na 3000 metrów złote w 1975 i 1976.
Wielokrotnie poprawiała rekordy Irlandii: trzykrotnie w biegu na 800 metrów (do wyniku 2:02,82 uzyskanego 2 września 1974 w Rzymie), raz w  biegu na 1000 metrów (2:39,95 sierpnia 1975 w Koblencji), sześciokrotnie w biegu na 1500 metrów (do czasu 4:08,63 28 lipca 1976 w Montrealu), dwukrotnie w biegu na milę (do czasu 4:30,4 13 lipca 1980 w Londynie) i pięciokrotnie w biegu na 3000 metrów (do czasu 8:53,1 9 sierpnia 1978 w Dublinie).